# Équipe du Portugal de rugby à XV
L'équipe du Portugal de rugby à XV, surnommée Os Lobos (en français: les Loups), rassemble les meilleurs joueurs de rugby à XV du Portugal sous l'égide de la Fédération portugaise de rugby à XV et représente le Portugal dans les compétitions internationales majeures.
Son premier match officiel date du 13 avril 1935, contre l'Espagne. Depuis, son équipe est restée entièrement constituée d'amateurs mais est parvenue à créer la surprise en remportant le Championnat européen des nations en 2004.
Le Portugal participe à deux éditions de la Coupe du monde de rugby à XV, la première fois en 2007 où l'équipe termine dernière de son groupe et ne remporte aucun match, ainsi qu'en 2023 où l'équipe remporte une première victoire historique contre les Fidji (24-23) après avoir fait un match nul face à la Géorgie (18-18).

## Histoire

### 1900-1935: Création et début

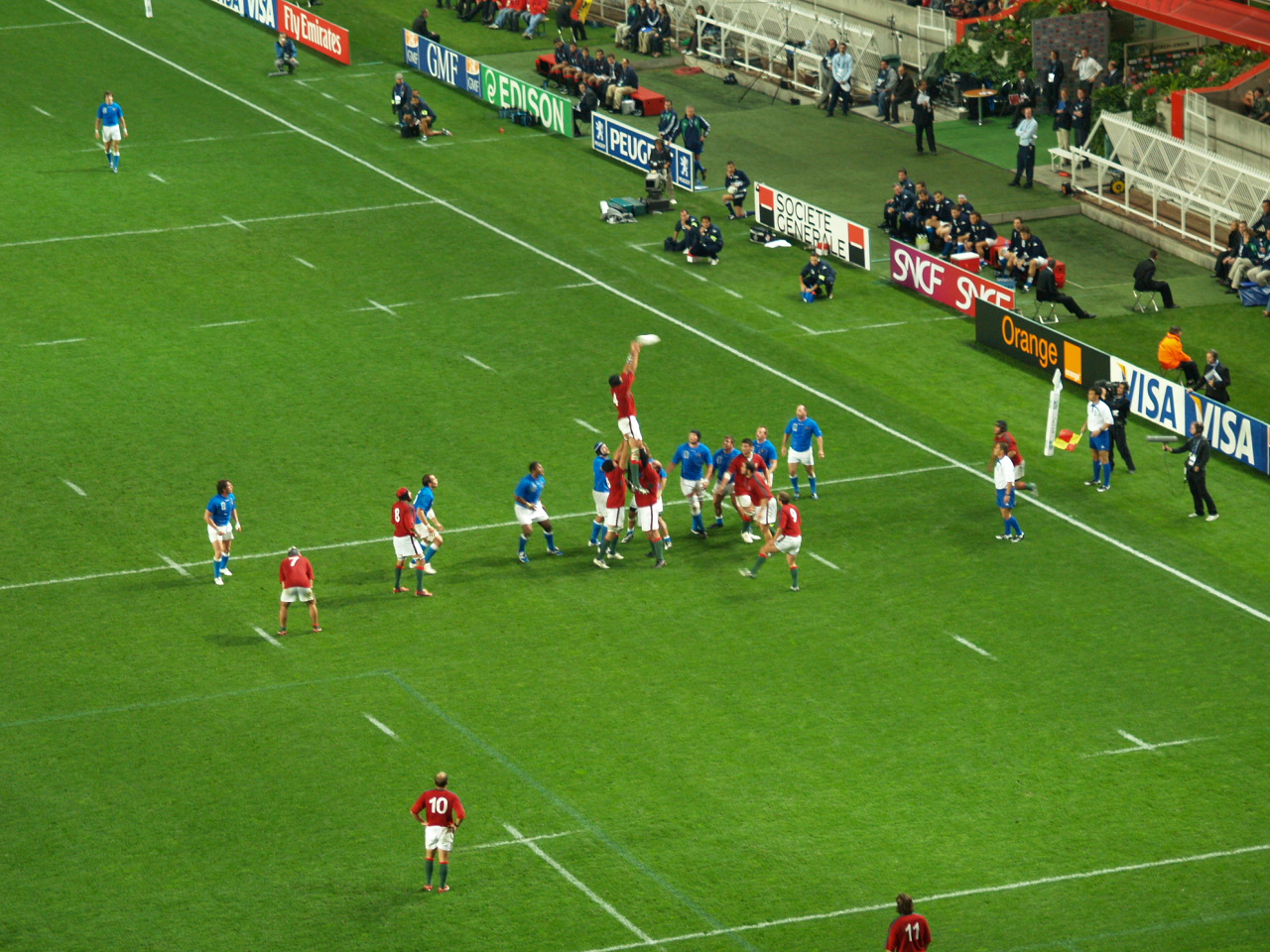
Portugal vs Italie.

Dans le début des années 1900, le rugby s'installe au Portugal  par des marchands français et anglais qui commencent par mettre en place des petites équipes de quartier. Cependant, ce nouveau sport a du mal à s'implanter notamment à cause des problèmes économiques et sociaux qui règnent avec l'instauration de la première République portugaise, la participation à la Première Guerre mondiale en France, et la grande culture footballistique.

### Premier match officiel du Portugal le 13 avril 1935
Pourtant, le développement du rugby persiste et c'est le 13 avril 1935 que l'équipe du Portugal dispute son premier match officiel, qu'elle perd d'un point contre l'Espagne (5-6). L'année suivante, elle perd à nouveau contre l'Espagne par 16 points à 9.
C'est donc avec difficultés que débutent les premières rencontres internationales du Portugal dans le rugby à XV. Cependant, ce sport s'étend un peu à travers le pays tout en subissant la concurrence de certaines fédérations comme la Fédération du Portugal de football.

### 1935-1965: Une trentaine d'années de défaites en défaites
Pendant plus de trente ans, l'équipe du Portugal n'affronte que l'équipe d'Espagne mais cette dernière affirme sa large supériorité durant toutes les rencontres entre les deux pays. C'est la période noire du rugby portugais qui ne progresse absolument pas et semble même avoir des difficultés à maintenir son équipe en compétition contre les Espagnols.
Jugé trop faible, le Portugal ne peut disputer aucune rencontre officielle avec d'autres pays et la culture rugbystique portugaise demeure toujours aussi basse durant cette période, la population est totalement désintéressée par les résultats de son équipe.

### 1966-1988: Les Portugais à la relance
En 1966, l'équipe portugaise remporte sa première victoire contre l'Espagne (9-3), ce qui marque le  début de nouveaux horizons pour le rugby portugais.
Les portugais jouent pour la première fois contre une autre équipe que l'Espagne, l'Italie en 1967, perdant (6-3), puis contre la Roumanie où ils perdent de 40 points. Les résultats ne sont pas joyeux mais l'équipe du Portugal de rugby commence à se faire connaître plus largement au niveau international. L'année suivante, en 1968, elle remporte une victoire contre la Belgique et affronte le Maroc pour la première fois avant que les Irlandais ne les écrasent (132-0).
La rencontre de 1970 contre les Pays-Bas aboutit à un match nul. En 1972, le Portugal arrache le nul contre l'Italie (0-0) puis perd contre la même équipe (9-6) en 1973. Après quelques résultats mitigés durant le reste des années 1970, le Portugal parvient à gagner cinq matchs entre 1979 et 1981 et obtient le nul contre l'Espagne en 1983 puis poursuit son élan en remportant sept victoires de 1984 à 1985.
En 1987, la première Coupe du monde de rugby à XV est organisée mais uniquement sur invitation, avec les seize meilleures équipes du moment. Le Portugal reste donc spectateur sans pouvoir disputer la qualification.

### 1989-2002: Les tentatives de qualification
De 1989 à 1991 se déroulent les qualifications de la Coupe du monde 1991. L'équipe du Portugal s'incline face à la Tchécoslovaquie (18-13) puis est éliminée des qualifications par les Pays-Bas (32-3).
Pour la Coupe du monde de rugby de 1995, le Portugal s'impose face à la Belgique et la Suisse mais perd contre l'Espagne. Ils affrontent donc le pays de Galles qui les écrasent (102-11). Après une nouvelle défaite contre l'Espagne, le Portugal est éliminé.
Le Portugal est invité à disputer le Challenge européen 1998-1999 avec son équipe nationale. Il termine à la dernière place de son groupe en perdant tous ses matchs.
Il s'ensuit la Coupe du monde 1999 où le Portugal bat tous ses adversaires en qualifications sauf l'Espagne et termine second de sa poule. Finalement, l'équipe du Portugal cède contre l'Écosse (85-11) et contre l'Espagne (21-17), et est donc éliminé des qualifications par l'Uruguay en repêchage.
Les qualifications de la Coupe du monde 2003 ne sont guère plus brillantes. Le Portugal est immédiatement éliminé des phases de qualifications après avoir gagné un match et perdu un autre.

### 2002-2004: Victoire surprise au Championnat européen des nations
Le 21 mars 2004 à Ibiza, le Portugal remporte une victoire historique sur l'équipe d'Espagne, rivale difficile (bilan de 5 victoires, 1 nul et 19 défaites avant cette rencontre), et remporte le Championnat européen des nations.
Le Portugal ne perd qu'un seul match, fête son premier trophée international et la nomination de son entraîneur, le Professeur Tomaz Morais, comme meilleur entraîneur de l'année de l'IRB.

### 2004-2007: Montée en puissance et première qualification pour la Coupe du monde
Pour la première fois de son histoire, le Portugal se qualifie pour la Coupe du monde en 2007.
L'équipe nationale s'impose contre l'Uruguay en match de barrage. C'est une belle revanche des Portugais sur le Uruguayens qui les avaient éliminés en 1999. Le premier match se déroule à Lisbonne, le 10 mars 2007 où le Portugal l'emporte (12-5). Le match retour a lieu à Montevideo le 24 mars, avec la qualification au bout, malgré une défaite (18-12), grâce aux sept points d'avance acquis au match aller.
Le Portugal joue dans la poule C en compagnie de la Nouvelle-Zélande, l'Écosse, l'Italie et de la Roumanie, mais perd ses 4 matchs et finit dernier de son groupe : 
- Écosse - Portugal (56-10)
- Nouvelle-Zélande - Portugal (108-13)
- Italie - Portugal (31-5)
- Roumanie - Portugal (14-10)

### Depuis 2019: Nouveau départ avec Lagisquet et seconde qualification en Coupe du monde
À l'été 2019, Patrice Lagisquet, ancien entraîneur du Biarritz olympique et des arrières de l'équipe de France, est nommé à la tête de la sélection portugaise qui est 21e au classement World Rugby, entouré d'Hervé Durquety et d'Olivier Rieg. Lagisquet a pour objectif de qualifier le Portugal à la Coupe du monde 2023 se déroulant en France. Le nouveau staff compte sélectionner les joueurs portugais évoluant en France, ce qui leur permettrait d'avoir de réelles ambitions pour jouer cette qualification, tout en espérant que les clubs concernés libèrent ces joueurs.
Lagisquet arrive juste après que le Portugal a remporté le Trophy 2018-2019 en avril 2019, synonyme de remontée en Championship pour la saison 2019-2020 qui est la première division de ce championnat. Le Portugal termine à la quatrième place avec deux victoires, une contre la Roumanie et l'autre contre la Belgique, et trois défaites.
La saison suivante, les Lobos terminent troisièmes du Championship 2020-2021, à égalité de points avec la Roumanie mais cette dernière est classée deuxième car elle a gagné la confrontation entre les deux équipes, avec trois victoires contre l'Espagne, les Pays-Bas et la Russie. Pour le Championnat international d'Europe de rugby à XV 2021-2022, les Portugais comptent bien confirmer les résultats de la saison précédente mais ceux-ci vont terminer à la 4e place avec deux victoires, un match nul qui est à souligner contre la Géorgie qui est d'un niveau réputé supérieur aux autres équipes, et deux défaites. Cette campagne moyenne ne permet pas au Portugal de se qualifier pour la prochaine Coupe du monde dans un premier temps, les places qualificatives étant les deux premières et la troisième permet de disputer un tournoi de repêchage. Mais l'Espagne, terminant initialement deuxième est sanctionnée pour avoir aligné un joueur non éligible avec cette sélection, elle est donc sanctionnée de 10 points de pénalité et donc rétrogradée à la quatrième place. La Roumanie prend donc la deuxième place qualificative directe et le Portugal la troisième. Cette dernière dispute ainsi le tournoi de repêchage en novembre 2022 contre les États-Unis, Hong Kong et le Kenya,.
Le Portugal et les États-Unis apparaissent comme les deux équipes favorites pour se qualifier à la Coupe du monde. Les premiers résultats vont confirmer ce statut, ces deux équipes vont infliger de lourdes défaites à Hong Kong et au Kenya lors des deux premières journées,. Elles vont donc se retrouver en tête du classement avec 10 points chacune avant le match final entre elles. Le 18 novembre, le Portugal et les États-Unis font match nul (16-16) après une pénalité tardive de Samuel Marques à la 82e minute qui permet au Portugal de se qualifier grâce à un goal-average supérieur à celui de son adversaire du jour. Les Portugais se qualifient donc pour la Coupe du monde pour la deuxième fois de leur histoire après celle de 2007, déjà organisée en France.

#### Coupe du monde 2023: l'ascension d'une génération talentueuse malgré une élimination précoce
Le tirage au sort place les portugais dans la Poule C en compagnie du pays de Galles, de l'Australie, des Fidji et de la Géorgie.
Pour son premier match, le Portugal s'incline face aux Gallois (8-28), mais parvient à inscrire ses premiers points de classement en Coupe du monde lors du second match face aux Géorgiens qui se solde sur un match nul (18-18). Les Portugais montent en puissance au fil de la compétition mais sont tout de même battus lors de leur troisième match face aux Australiens (14-34).
Néanmoins, le Portugal parvient à signer un immense exploit lors de son dernier match face aux Fidjiens en s'imposant dans les tout derniers instants (24-23), signant ainsi leur première victoire dans un match de phase finale de Coupe du monde.
Entrée au Board en 1988, l'équipe du Portugal est classée à la 13e place, son meilleur classement, au classement World Rugby du 30 octobre 2023.
Nommé pour succéder à Patrice Lagisquet, Sébastien Bertrank quitte ses fonctions de sélectionneur au bout de quelques semaines. L'équipe se présente donc à l'édition 2024 du Championnat d'Europe sans sélectionneur officiel, mais sous la direction de Daniel Hourcade qui a le titre de « consultant World Rugby ».

## Palmarès
- Coupe du monde
  - 1987 : Non invité
  - 1991 : Non qualifié
  - 1995 : Non qualifié
  - 1999 : Non qualifié
  - 2003 : Non qualifié
  - 2007 (repêchage) : 1er tour
  - 2011 : Non qualifié
  - 2015 : Non qualifié
  - 2019 : Non qualifié
  - 2023 (repêchage) : 1er tour

- Championnat international d'Europe
  - 2002-2004 : Vainqueur du Championnat européen des nations
  - 2017 : Vainqueur du Trophy
  - 2018 : Vainqueur du Trophy
  - 2019 : Vainqueur du Trophy (promu)
  - 2023 : Finaliste du Championship

## Personnalités

### Joueurs

#### Joueurs emblématiques
- Manuel Cardoso (troisième ligne centre, Castanet, Fédérale 1)
- David Penalva (deuxième ligne, US Montauban, Fédérale 1)
- Thierry Teixeira (demi d'ouverture et buteur, Périgueux et Nîmes)
- Yannick Ricardo (buteur, Castanet, Fédérale 1)
- Pedro Leal (arrière, GD Direito, 1re div. Portugaise)
- Gonçalo Uva (deuxième ligne, Narbonne, Pro D2)

#### Joueurs professionnels
- Cristian Spachuck : Pilier (CS Bourgoin-Jallieu, Pro D2)
- David Penalva : 2e ligne (US Montauban, Fédérale 1)
- Gonçalo Uva : 2e ligne (Narbonne, Pro D2)
- Julien Bardy: 3e ligne (ASM Clermont Auvergne puis Montpellier Hérault rugby, Top 14)
- José Pinto : Demi de mêlée (Rugby Roma, Super 10)

#### Joueurs actuels
Le 4 novembre 2024, le Portugal annonce un groupe de 42 joueurs pour ses matchs internationaux de novembre 2024 contre les États-Unis et l'Écosse.

##### Avants
| Nom                       | Naissance          | Club                      | Année de 1re sélection |
| Pilier                    | Pilier             | Pilier                    | Pilier                 |
| ------------------------- | ------------------ | ------------------------- | ---------------------- |
| David Costa               | 5 juillet 1999     | Lusitanos XV              | 2019                   |
| Abel da Cunha             | 13 janvier 2002    | Lusitanos XV              | 2024                   |
| Diogo Hasse Ferreira      | 17 octobre 1996    | US Dax                    | 2017                   |
| António Machado Santos    | 9 juin 1998        | Club Alcobendas           | 2023                   |
| Márcio Pinheiro           | -                  | SL Benfica                | -                      |
| António Prim              | 7 décembre 2002    | Lusitanos XV              | 2022                   |
| Cody Thomas               | 1er mars 1996      | FC Grenoble               | 2022                   |
| Talonneur                 |                    |                           |                        |
| Luka Begic                | 19 janvier 2001    | Stade montois             | 2024                   |
| Lucas Da Silva            | 19 décembre 1997   | CA Brive                  | -                      |
| Santiago Lopes            | 5 février 2002     | GDS Cascais               | 2024                   |
| Pedro Vicente             | 7 novembre 2002    | Lusitanos XV              | 2024                   |
| Deuxième ligne            |                    |                           |                        |
| Martim Belo               | 27 septembre 2000  | Lusitanos XV              | 2022                   |
| Steevy Cerqueira          | 9 août 1993        | RC Orléans                | 2022                   |
| José Madeira              | 19 mars 2001       | FC Grenoble               | 2019                   |
| António Rebelo de Andrade | 12 décembre 2000   | AEIS Agronomia            | 2024                   |
| José Rebelo de Andrade    | 24 novembre 1997   | AEIS Agronomia            | 2020                   |
| Duarte Torgal             | 23 décembre 1997   | Lusitanos XV              | 2019                   |
| Troisième ligne           |                    |                           |                        |
| Vasco Baptista            | 26 octobre 1996    | CDUL                      | 2024                   |
| Frederico Couto           | 24 avril 1993      | Lusitanos XV              | 2019                   |
| André Cunha               | 19 mai 2004        | Lusitanos XV              | 2024                   |
| João Granate              | 21 février 1997    | Lusitanos XV              | 2017                   |
| Nicolas Martins           | 18 janvier 1999    | Montpellier Hérault Rugby | 2022                   |
| Diego Pinheiro Ruiz       | 1er septembre 2003 | RC Massy                  | 2024                   |

##### Arrières
| Nom                   | Naissance         | Club                 | Année de 1re sélection |
| Demi de mêlée         | Demi de mêlée     | Demi de mêlée        | Demi de mêlée          |
| --------------------- | ----------------- | -------------------- | ---------------------- |
| Hugo Camacho          | 27 mai 2004       | AS Béziers           | 2024                   |
| António Campos        | 22 février 2002   | Lusitanos XV         | 2024                   |
| Enzo Lopes            | 16 octobre 2002   | RC bassin d'Arcachon | -                      |
| Pedro Lucas           | 16 octobre 2000   | Lusitanos XV         | 2020                   |
| Samuel Marques        | 8 décembre 1988   | AS Béziers           | 2012                   |
| Demi d'ouverture      |                   |                      |                        |
| Hugo Aubry            | 28 janvier 2003   | AS Béziers           | 2024                   |
| Domingos Cabral       | 16 août 2001      | Lusitanos XV         | 2022                   |
| Manuel Vareiro        | 14 janvier 2005   | Lusitanos XV         | 2024                   |
| Centre                |                   |                      |                        |
| Tomás Appleton        | 29 juillet 1993   | Lusitanos XV         | 2014                   |
| Gabriel Aviragnet     | 25 septembre 2003 | SC Albi              | 2024                   |
| Vasco Leite           | 8 mai 2002        | Lusitanos XV         | -                      |
| José Lima             | 24 avril 1992     | Lusitanos XV         | 2010                   |
| Ailier                |                   |                      |                        |
| Fábio Conceição       | 2 août 1996       | CDUL                 | 2017                   |
| Lucas Martins         | 16 janvier 2003   | SU Agen              | 2024                   |
| José Paiva dos Santos | 3 avril 2001      | Lusitanos XV         | 2024                   |
| Sebastião Stilwell    | 17 novembre 2001  | CDUL                 | -                      |
| Raffaele Storti       | 19 décembre 2000  | Stade français Paris | 2019                   |
| Arrière               |                   |                      |                        |
| Simão Bento           | 21 juin 2001      | Stade montois        | 2019                   |
| Manuel Cardoso Pinto  | 7 avril 1998      | AEIS Agronomia       | 2017                   |

### Entraîneurs
| Nom                | Période   | Matches | Victoires | nuls | Défaites | Pourcentage de victoires |
| ------------------ | --------- | ------- | --------- | ---- | -------- | ------------------------ |
| Andrew Cushing     | 1992-1994 | 12      | 2         | 0    | 10       | 17%                      |
| João Paulo Bessa   | 1994-1999 | 25      | 12        | 1    | 12       | 50%                      |
| Evan Crawford      | 1999-2001 | 11      | 3         | 0    | 8        | 27%                      |
| Tomaz Morais       | 2001-2010 | 76      | 33        | 4    | 39       | 46%                      |
| Errol Brain        | 2010-2013 | 26      | 9         | 1    | 16       | 37%                      |
| Frederico Sousa    | 2013-2014 | 8       | 2         | 0    | 6        | 25%                      |
| João Luís Pinto    | 2014-2015 | 7       | 2         | 0    | 5        | 29%                      |
| Olivier Baragnon   | 2015-2016 | 3       | 1         | 0    | 2        | 33%                      |
| Ian Smith          | 2016-2016 | 5       | 0         | 0    | 5        | 0%                       |
| Martim Aguiar      | 2016-2019 | 23      | 18        | 0    | 5        | 78%                      |
| Patrice Lagisquet  | 2019-2023 | 37      | 18        | 3    | 16       | 48,65%                   |
| Sébastien Bertrank | 2023      | 0       | 0         | 0    | 0        | -                        |

## Records
(décembre 2024).
- Si vous ne connaissez pas le sujet, laissez ce bandeau (vous pouvez alors contacter les auteurs).
- Si vous supprimez le contenu mis en cause (vous pouvez préalablement contacter les auteurs),

argumentez précisément cette suppression dans la page de discussion
(un manque de référence n'est pas un argument ; une recherche réelle de référence doit avoir été effectuée, être formellement documentée).

### Records de sélections
| #  | Joueur           | Position        | Période   | Matches | Titulaire | Remplaçant | Pts | Essais | Victoire | Défaite | Nul | %     |
| -- | ---------------- | --------------- | --------- | ------- | --------- | ---------- | --- | ------ | -------- | ------- | --- | ----- |
| 1  | Gonçalo Uva      | Deuxième ligne  | 2004-2018 | 101     | 95        | 6          | 45  | 9      | 40       | 56      | 5   | 42.07 |
| 1  | Vasco Uva        | Troisième ligne | 2003-2016 | 101     | 94        | 7          | 65  | 13     | 39       | 57      | 5   | 41.08 |
| 3  | Joaquim Ferreira | Pilier          | 1993-2007 | 87      | 81        | 6          | 15  | 3      | 42       | 41      | 4   | 50.57 |
| 4  | António Aguilar  | Arrière         | 1999-2014 | 84      | 74        | 10         | 120 | 24     | 30       | 52      | 2   | 36.90 |
| 5  | João Correia     | Talonneur       | 2003-2014 | 80      | 73        | 7          | 20  | 4      | 30       | 46      | 4   | 40.00 |
| 6  | Pedro Leal       | Demi de mêlée   | 2005-2017 | 76      | 60        | 16         | 265 | 5      | 27       | 44      | 5   | 38.81 |
| 7  | Diogo Mateus     | Centre          | 2000-2010 | 75      | 72        | 3          | 78  | 15     | 33       | 38      | 4   | 46.66 |
| 7  | Luís Pissarra    | Demi de mêlée   | 1996-2007 | 75      | 58        | 17         | 0   | 0      | 37       | 35      | 3   | 51.33 |
| 9  | Gonçalo Foro     | Ailier          | 2007-2017 | 64      | 54        | 10         | 110 | 22     | 22       | 40      | 2   | 35.93 |
| 10 | Miguel Portela   | Centre          | 1996-2010 | 63      | 58        | 5          | 33  | 6      | 27       | 32      | 4   | 46.03 |

Au 13 août 2023.

### Records d'essais
| # | Joueur               | Position        | Période   | Match | Titulaire | Remplaçant | Pts | Essais |
| - | -------------------- | --------------- | --------- | ----- | --------- | ---------- | --- | ------ |
| 1 | Rodrigo Marta        | Ailier          | 2018-     | 32    | 31        | 1          | 140 | 28     |
| 2 | António Aguilar      | Arrière         | 1999-2014 | 84    | 74        | 10         | 120 | 24     |
| 3 | Gonçalo Foro         | Ailier          | 2007-2017 | 64    | 54        | 10         | 110 | 22     |
| 4 | Diogo Mateus         | Centre          | 2000-2010 | 75    | 72        | 3          | 78  | 15     |
| 4 | Raffaele Storti      | Ailier          | 2019-     | 21    | 15        | 6          | 75  | 15     |
| 4 | Tomás Appleton       | Centre          | 2014-     | 61    | 61        | 0          | 75  | 15     |
| 7 | Vasco Uva            | Troisième ligne | 2003-2016 | 101   | 94        | 7          | 65  | 13     |
| 8 | Manuel Cardoso Pinto | Arrière         | 2017-     | 30    | 19        | 11         | 60  | 11     |
| 8 | João Belo            | Demi de mêlée   | 2016-     | 25    | 16        | 9          | 55  | 11     |
| 8 | José Lima            | Centre          | 2010-     | 56    | 45        | 11         | 55  | 11     |

Au 13 août 2023.

### Records de points
| #   | Joueur            | Position         | Période   | Matches | Titulaire | Remplaçants | Pts | Essais | Transformations | Pénalités | Drops |
| --- | ----------------- | ---------------- | --------- | ------- | --------- | ----------- | --- | ------ | --------------- | --------- | ----- |
| 1.  | Gonçalo Malheiro  | Demi d'ouverture | 1998-2007 | 41      | 31        | 10          | 279 | 8      | 25              | 51        | 12    |
| 2.  | Pedro Leal        | Demi de mêlée    | 2005-2017 | 76      | 60        | 16          | 265 | 5      | 45              | 50        | 0     |
| 3.  | Samuel Marques    | Demi de mêlée    | 2012-     | 22      | 22        | 0           | 224 | 3      | 58              | 31        | 0     |
| 4.  | Pedro Cabral      | Demi d'ouverture | 2006-2011 | 37      | 23        | 14          | 184 | 2      | 24              | 37        | 5     |
| 5.  | Nuno Sousa Guedes | Arrière          | 2016-     | 37      | 30        | 7           | 159 | 8      | 37              | 15        | 0     |
| 6.  | Rodrigo Marta     | Ailier           | 2018-     | 32      | 31        | 1           | 140 | 28     | 0               | 0         | 0     |
| 7.  | António Aguilar   | Arrière          | 1999-2014 | 84      | 74        | 10          | 120 | 24     | 0               | 0         | 0     |
| 7.  | Pedro Bettencourt | Arrière          | 2013-     | 30      | 24        | 6           | 120 | 8      | 7               | 22        | 0     |
| 9.  | Joe Gardener      | Demi d'ouverture | 2010-2012 | 15      | 14        | 1           | 114 | 3      | 15              | 23        | 0     |
| 10. | Duarte Pinto      | Demi d'ouverture | 2003-2010 | 49      | 26        | 23          | 112 | 2      | 18              | 22        | 0     |

Au 13 août 2023.

### Records de points dans un match
| #   | Joueur           | Position         | Pts | Essais | Transformations | Pénalités | Drops | Adversaire         | Lieu             | Date       |
| --- | ---------------- | ---------------- | --- | ------ | --------------- | --------- | ----- | ------------------ | ---------------- | ---------- |
| 1.  | Thierry Teixeira | Demi d'ouverture | 30  | 0      | 0               | 9         | 1     | Géorgie            | Lisbonne         | 08/02/2000 |
| 2.  | José Rodrigues   | Arrière          | 26  | 2      | 2               | 4         | 0     | Suisse             | Setúbal          | 24/02/2018 |
| 3.  | Gonçalo Malheiro | Arrière          | 25  | 0      | 2               | 5         | 2     | Espagne            | Coimbra          | 23/03/2003 |
| 3.  | Jorge Abecasis   | Demi de mêlée    | 25  | 0      | 5               | 5         | 0     | Pologne            | Setúbal          | 16/02/2019 |
| 3.  | Raffaele Storti  | Ailier           | 25  | 5      | 0               | 0         | 0     | Pays-Bas           | Amsterdam        | 10/07/2021 |
| 6.  | Gonçalo Malheiro | Arrière          | 24  | 2      | 1               | 4         | 0     | République tchèque | Lisbonne         | 08/03/2003 |
| 7.  | Pedro Leal       | Demi d'ouverture | 23  | 0      | 1               | 7         | 0     | Chili              | Santiago         | 17/11/2012 |
| 8.  | Pedro Cabral     | Arrière          | 22  | 1      | 4               | 0         | 3     | République tchèque | Lisbonne         | 16/02/2008 |
| 8.  | Manuel Marta     | Arrière          | 22  | 2      | 6               | 0         | 0     | République tchèque | Caldas da Rainha | 23/03/2019 |
| 10. | Gonçalo Malheiro | Demi d'ouverture | 21  | 3      | 3               | 0         | 0     | Barbarians         | Lisbonne         | 10/06/2004 |

Au 16 décembre 2021.

### Records d'essais dans un match
| #  | Joueur                  | Position         | Pts | Essais | Transformations | Pénalités | Drops | Adversaire         | Lieu             | Date       |
| -- | ----------------------- | ---------------- | --- | ------ | --------------- | --------- | ----- | ------------------ | ---------------- | ---------- |
| 1. | Raffaele Storti         | Ailier           | 25  | 5      | 0               | 0         | 0     | Pays-Bas           | Amsterdam        | 10/07/2021 |
| 2. | Rodrigo Marta           | Ailier           | 20  | 4      | 0               | 0         | 0     | Pologne            | Gdynia           | 11/02/2023 |
| 2. | Vincent Pinto           | Ailier           | 20  | 4      | 0               | 0         | 0     | Pologne            | Gdynia           | 11/02/2023 |
| 3. | Nuno Garvão de Carvalho | Ailier           | 15  | 3      | 0               | 0         | 0     | Espagne            | Ibiza            | 21/03/2004 |
| 3. | Gonçalo Malheiro        | Demi d'ouverture | 21  | 3      | 3               | 0         | 0     | Barbarians         | Lisbonne         | 10/06/2004 |
| 3. | Gonçalo Foro            | Ailier           | 15  | 3      | 0               | 0         | 0     | Allemagne          | Heusenstamm      | 27/02/2010 |
| 3. | Caetano Castelo Branco  | Ailier           | 15  | 3      | 0               | 0         | 0     | République tchèque | Caldas da Rainha | 23/03/2019 |
| 3. | Antonio Vidinha         | Arrière          | 15  | 3      | 0               | 0         | 0     | République tchèque | Caldas da Rainha | 23/03/2019 |
| 3. | Rodrigo Marta           | Ailier           | 15  | 3      | 0               | 0         | 0     | Pays-Bas           | Amsterdam        | 10/07/2021 |
| 3. | Mike Tadjer             | Talonneur        | 15  | 3      | 0               | 0         | 0     | Kenya              | Dubaï            | 12/11/2022 |

Au 13 février 2023.

### Records de matches en tant que capitaine
| #  | Joueurs                   | Positions            | Périodes  | Matches | Victoires | Défaites | Nuls | %     | Pts | Essais | Transformations | Pénalités | Drops |
| -- | ------------------------- | -------------------- | --------- | ------- | --------- | -------- | ---- | ----- | --- | ------ | --------------- | --------- | ----- |
| 1. | João Correia              | Talonneur            | 2008-2014 | 35      | 10        | 23       | 2    | 28.57 | 10  | 2      | 0               | 0         | 0     |
| 2. | Tomás Appleton            | Centre               | 2019-     | 28      | 16        | 10       | 2    | 57.14 | 45  | 9      | 0               | 0         | 0     |
| 3. | Vasco Uva                 | Troisième ligne aile | 2006-2015 | 20      | 5         | 13       | 2    | 30.00 | 20  | 4      | 0               | 0         | 0     |
| 4. | Francisco Pinto Magalhães | Demi de mêlée        | 2015-2017 | 12      | 6         | 6        | 0    | 50.00 | 15  | 3      | 0               | 0         | 0     |
| 5. | Luís Pissarra             | Demi de mêlée        | 2003-2005 | 10      | 9         | 1        | 0    | 90.00 | 0   | 0      | 0               | 0         | 0     |
| 6. | Rohan Hoffmann            | Demi d'ouverture     | 2002      | 7       | 3         | 4        | 0    | 42.85 | 49  | 3      | 5               | 8         | 0     |
| 6. | Gonçalo Uva               | Deuxième ligne       | 2007-2014 | 7       | 2         | 5        | 0    | 28.57 | 5   | 1      | 0               | 0         | 0     |

Au 13 août 2023.